# کاستل
کاستل (به آلمانی: Kastl, Upper Bavaria) یک شهر در آلمان است که در بایرن واقع شده‌است.

## خصوصیات
کاستل ۲۷٫۳۶ کیلومترمربع مساحت دارد ۴۳۷ متر بالاتر از سطح دریا واقع شده‌است.